# Cheyenne (indfødte amerikanere)
 Ikke at forveksle med Cheyenne (Wyoming).
Cheyenne-folket er prærieindianere, i dag opdelt i to føderalt anerkendte stammer: nord-cheyenner (só'taeo'o) i Montana, og i Oklahoma syd-cheyenner, som kalder sig tsétsêhéstâhese, dvs. "mennesker". De taler sproget cheyenne, som tilhører gruppen algonkinsprog. 
Navnet "cheyenne" kom fra sioux-sprog, hvor sioux-indianerne kaldte folk, hvis sprog de forstod, "hvide snakkere", mens folk, de ikke forstod, blev kaldt "røde snakkere". Sha-hi-ela betød "rød tale", dvs "uforståeligt snak". Betegnelsen "cheyenne" er så en forvanskning for et sioux-ord for folk, hvis sprog er uforståeligt for sioux'er.

## Historie
Cheyennerne levede oprindeligt i dagens Minnesota i nærheden af Mississippi-floden, hvor de levede af Tre Søstre agerbrug, indsamling af vild ris og jagt til fods. De boede i små byer af jordhytter.:4-12  Tidligt i 1700-tallet vandrede cheyennerne vestpå ved at krydse Missiouri River over til den centrale del af Nord- og siden ned i Syd-Dakota. Vandringen ind på prærien vest for Missouri River skete gradvist i små grupper og ikke som en samlet stamme.. En lille og sprogligt beslægtet stamme, Suhtai, sluttede sig med tiden til cheyennerne vest for Missouri River. I de nye områder lærte de hestehold. Cheyennerne gik hermed over til hestekultur og blev hesteridende jægere af bisoner, ligesom andre prærieindianere, og de skiftede jordhytten som hjem ud med en tipi. De etablerede sig især omkring Black Hills i South Dakota og i Montana, hvor de introducerede hestebrug til lakota-stammerne omkring 1730. De drev kiowa-folket til de sydlige præriesletter, men blev selv drevet mod de vestlige præriesletter af lakota-stammerne.
Cheyenne-nationen, som folket selv kaldte Tsehestano, var en sammenslutning af ti cheyenneforbund eller lejrgrupper :38 . Med tiden beboede de et stort område fra det sydlige Colorado til Black Hills i South Dakota. På et tidspunkt mellem 1825 og midten af 1800-tallet blev cheyenneforbundene splittet i en sydlig gruppe i Colorado og en nordlig omkring Black Hills.:14, note 6 
Cheyennerne kæmpede mod deres indianske fjender, bl.a. pawnees,:31-57 og 92  shoshoner:141-159  og crow-folket:127-138  gennem det meste af 1800-tallet. Cheyennerne og deres allierede står bag den værste massakre på crowerne, der er registreret.:190   :22-28  Pawneerne erobrede stammens fire hellige pile under en forfejlet massakre på en pawnee lejr omkring 1830. Efter først at have bekriget kiowaerne og kiowa-apacherne på den sydlige prærie,:79-82 sluttede cheyennerne en varig fred med dem i 1840.:42 :16 
Cheyennerne var part i Fort Laramie traktaten (1851).
I 1852 mistede cheyenne høvding Touching Cloud livet under et angreb på en pawnee lejr. 
Som visse andre prærieindianere blev cheyennerne nedkæmpet blodigt af USA's hær i 1800-tallet, og især kendt for deltagelse i slaget ved Little Bighorn River i Crow-reservatet i Montana :108-109  som de havde invaderet sammen med deres allierede lakota-, dakota- og arapaho-folk. Ved slaget udmærkede især cheyennehøvdingen Morning Star (Dull Knife) sig, og han blev senere taget til fange sammen med en anden cheyennehøvding, Little Coyote (Little Wolf). En af deres vigtigste ledere under krigen med USA var høvding Black Kettle, som arbejdede for fred med hvide amerikanere, inden han og hans kone blev skudt i kampen ved Washita River.:317  Fire år før, i 1864, havde han overlevet Sand Creek-massakren i Colorado.
General Custer blev betaget af cheyenne-høvdingen Little Rocks datter, der blev taget til fange under slaget ved Washita i november 1868. Pigen hed Monahsetah (Spirende Forårsgræs) og beskrives av general Custer som meget køn, med leende øjne, perlehvide tænder og ravnsort hår. Hun tjente som spejder for Custer og skar arme og ben til blods, da hun hørte om hans død syv år senere.
Cheyennerne kæmpede imod USA's hær fra 1856 til 1879. Den amerikanske hær og de hvide erobrere fordrev de overlevende sydlige cheyenner til dagens indianerreservat i Oklahoma.
De nordlige cheyenner stred for et reservat i Montana.:80-105  :232-237  Trods protester fra cheyennernes gamle fjender, crowerne,:122  tildelte præsident Chester A. Arthur de nordlige cheyenner Tongue River Reservatet i 1884.:240  Det har fælles vest/østgrænse med crowreservatet (se indsat kort). Dets placering faldt ud til cheyennernes tilfredshed og ligger midt i et område, som cheyennestammen havde anerkendt var crowernes med indgåelsen af Fort Laramie traktaten i 1851.:594-595  Reservatet blev udvidet mod øst i 1900, så grænsen kom tættere på Tongue River.:142 

## Kultur

### Stammens organisering
Stammens øverste ledelse var et unikt stammeråd af fireogfyrre høvdinge. Mændene var modne, respekterede folk med krigererfaring, der alle tjente i den samme tiårsperiode. Hver af stammens ti grupper var repræsenteret med fire mand. De sidste fire i rådet kom fra den forrige forsamling for at sikre kontinuitet. Høvdingene tog beslutninger med en udstrakt hensyntagen til de fremherskende meninger i stammen. Hvis nogen faldt bort i tiårsperioden, valgte resten af rådet hans efterfølger.:38  Høvdinge-emblemet var en fjer fra en ørnehale båret i en hårlok på baghovedet.:51 
Stammens krigerselskaber eller –foreninger forsvarede lejrene og beskyttede jagtmarkerne. Desuden angreb de fjender i disses områder efter forgodtbefindende. Selskaberne The Fox, The Elk, The Red Shield og The Dog blev til i den tidlige prærieperiode. Siden kom The Bowstring til. :58  Visse nævner The Crazy Dog som et sjette krigerselskab.:22.note20  I store lejre og under fællesjagter udførte krigerselskaberne politiagtige funktioner på skift efter at være udpeget af høvdingene.:39  :199 
Enkelte cheyenner valgte at blive selvmordskrigere og angribe en fjende igen og igen, lige til de faldt.

### Religion
Stammens vigtigste genstande er fire hellige pile. Profeten Sweet Medicine modtog dem af de øverste magter under en visionssøgning på cheyennernes hellige højdeformation eller ”bjerg” i South Dakota, Bear Butte. Pilene garanterede jægerne held på jagtmarkerne samt store sejre under stammeangreb på fjender i nabostammerne.:35-38   Da suhtaierne sluttede sig til cheyennerne, medbragte de en hellig ”bisonhat”, som Erect Horn havde fået af de overmenneskelige kræfter.:73  ”Hatten” er den øverste del af et bisonkranie med horn.:80 
Cheyennerne afholder en kompleks soldans over flere døgn i en særlig soldanshytte. En særlig leder, kaldet Chief Priest, sørger for. at alt går rigtigt til. Andre assisterer ved at bemale de aktive dansere. Den hellige bisonhat indgår i ceremonien med en rituel funktion og også et bemalet bisonkranie.:kap. 5 

## Berømtheder og kulturhelte
Erect Horn: Manden, der bragte suhtaierne den hellige bisonhat. Samtidig videregav han de højere magters instruktioner til dem om at danse soldans og måden at gøre dette på.:80 
Sweet Medicine: Profet og samfundsreformator af mytologisk karakter. Han virkede i begyndelsen af cheyennernes tilpasning til et nyt liv på prærien som bisonjagende nomader. Han bragte stammen de fire hellige pile. Han står bag oprettelsen af de fire første krigerselskaber samt høvdingerådet.:35-38 
| - Cheyenne-folket - Cheyenne-kvinde, 1930. - Cheyennehøvdingene Little Coyote og Morning Star. - Syd-cheyenne-høvdingene Lawrence Hart, Darryl Flyingman og Harvey Pratt i Oklahoma City, 2008. |